# Армстронг, Ховард
Ховард «Louie Bluie» Армстронг (англ. Howard «Louie Bluie» Armstrong; 4 марта 1909 года, Дейтон, Теннесси, США  — 30 июля 2003, Бостон, Массачусетс, США)  —  американский блюзовый, джазовый и кантри мультиинструменталист, певец, автор песен. Номинант Blues Music Awards в номинациях «Альбом акустического блюза» (1996), «Блюзовый инструменталист — иной» (мандолина 2000, скрипка 2003)  . 

## Биография
Родился в Дейтоне, Теннесси, в музыкальной семье, но рос в Ла-Фоллетт, Теннесси. Отец работал на сталелитейном заводе, а мать была главным поваром в отеле. К 10 годам отец его научил играть на мандолине, и подарил выстроганную самим скрипку половинного размера, которую Ховард самостоятельно освоил. Будучи подростком, в 12-летнем возрасте бросил школу  и присоединился к группе Роланда и Карла Мартина. Они гастролировали по США, исполняя широкий репертуар: рабочие песни, спиричуэлс, популярную музыку и даже песни на других языках. Несколько лет Армстронг посещал Государственную школу штата Теннесси (ныне Университет штата Теннесси) специализируясь в рисовании и дизайне. В это время он играл на виолончели в симфоническом оркестре и на скрипке в джаз-бенде. 
В 1929 году впервые записался, аккомпанируя Слипи Джон Эстесу и Йэнку Рэйчеллу. Затем записался в составе струнного трио Tennessee Chocolate Drops вместе с Карлом Мартином и своим братом Роландом 3 апреля 1930 года в Ноксвилле, Теннесси для компании Vocalion Records. Эти записи являются одними из немногих записей хиллбилли в исполнении афроамериканского струнного оркестра, так как компании классифицировали музыку хиллбилли как «белую», а афроамериканцев записывали в жанрах блюз, джаз и госпел . 
Добавив в состав гитариста Теда Богана, группа начала гастролировать как составная часть одного из так называемых медицинских шоу, в том числе аккомпанируя таким музыкантам как Биг Билл Брунзи и Мемфис Минни.  Под названием Martin, Bogan and Armstrong выступали на Всемирной выставке 1933 года в Чикаго (в 1982 году он вновь выступил на Всемирной выставке в Ноксвилле, почти через 50 лет). В 1934 году Армстронг и Боган записали синглы «There’s Nothing In This Wide Wide World For Me», «I’m Through With Wou», «State Street Rag» и «Ted’s Stomp» на Victor Records , и Армстронг уже использовал прозвище Louie Bluie, которым его наградили поклонники. Ранние записи Армстронга представляли собой регтайм или блюз, но его репертуар как исполнителя был невероятно широк: по словам его аккомпаниатора, обладателя Грэмми Элайджи Уолда, излюбленной песней Армстронга была «Oh, Lady Be Good!» Гершвина, а также широкий спектр хитов того периода, включая итальянские, польские, мексиканские и кантри-песни.
В 1934 году Армстронг переехал с женой в Спарту, Теннесси, выступал и преподавал музыку, а также управлял студией по росписи вывесок. Некоторое время он жил на Гавайях и находился там во время бомбардировки Перл-Харбора .
Во время Второй мировой войны с 1944 года работал в автомобильной промышленности в Детройте, и там остался после войны, работал до 1971 года на конвейере корпорации Chrysler. С возрождением интереса к старой афроамериканской музыке Мартин, Боган и Армстронг воссоединились. Группа записывала три альбома, выступала в клубах и на фестивалях и отправилась в тур по Южной Америке, спонсируемый Государственным департаментом США. Они играли вместе до смерти Мартина в 1979 году. 
Примерно в это же время с Армстронгом и Боганом связался кинорежиссер Терри Цвигофф , поклонник их записи «State Street Rag», что в итоге вылилось в часовой документальный фильм Louie Bluie, выпущенный в 1985 году. Армстронг также стал героем документального фильма Sweet Old Song 2002 года
В течение 1980—1990 годов продолжал выступать на различных площадках. В 1995 году выпустил сольный альбом Louie Bluie, который номинировался на Blues Music Awards в номинации «Лучший альбом акустического блюза». Сам Армстронг дважды был номинантом Blues Music Awards в номинации «Блюзовый инструменталист — иной» (награда для музыкантов, играющих на сравнительно необычных для блюза инструментах), в 2000 году как мандолинист, в 2003 году как скрипач. 
В 1990 году получил награду National Heritage Fellowship, присуждаемую Национальным фондом искусств США, высшую награду, присуждаемую правительством США за заслуги в области народного искусства. В 2003 получил премию губернатора Теннесси в области искусства. Фестиваль музыки и искусств округа Кэмпбелл назван именем «Louie Bluie».
Армстронг в достаточной степени владел по крайней мере восьми языками, включая немецкий, итальянский, греческий, шведский и севернокитайский. Умел играть на 22 различных инструментах  . 
Ховард Армстронг, научившись рисовать в детстве и затем в университете, много времени уделял изобразительному искусству и самостоятельно рисовал обложки своих альбомов. Декорация джук-джойнта, спроектированная и построенная Армстронгом, использовалась в нашумевшем фильме Стивена Спилберга Цветы лиловые полей (1985). Работы Ховарда Армстронга находятся в коллекциях Моргана Фримена, Куинси Джонса и Роджера Эберта .
Последний концерт дал в канун Нового 2002 года в Провиденсе, уже к тому времени перенеся инсульт . Умер 30 июля 2003 года в Бостоне от сердечного приступа.
The New York Times: «Он выступал с виртуозным размахом, радуя публику быстрыми пальцами и забавным сценическим присутствием» . 
Boston Herald: «Скрипка и мандолина Армстронга были яростными и ритмичными и он пел свой гигантский репертуар почти до дня своей смерти» 
«Его способность органично сочетать различные музыкальные традиции отличала его от современников. Он принес традицию струнных оркестров более широкой аудитории, оказав влияние как на блюзовых, так и на фолк-музыкантов. Его эклектичный стиль, вобравший в себя элементы блюза, джаза, фолка и классики, продемонстрировал многогранность афроамериканских музыкантов и расширил границы жанра блюза» .

## Дискография
- Louie Bluie (Blue Suit Records, 1995) [11]
- Louie Bluie (Arhoolie Records, 1995) [12]
- Martin, Bogan, & The Armstrongs: That Old Gang Of Mine (Flying Fish, 1978) [13]
- Martin, Bogan & Armstrong: Martin, Bogan & Armstrong (Flying Fish, 1974) [14]
- Martin, Bogan & Armstrong: The Barnyard Dance  (Rounder Records, 1973) [15]

## Фильмография
- Louie Bluie (1985), directed by Terry Zwigoff[16]
- Sweet Old Song (2002), directed by Leah Mahan[17][18]